# 機械室
機械室（きかいしつ）もしくはマシンルーム (machine room) とは、種々の機械・設備を設置し、運用するために設けられた部屋のこと。

## 概要
大型の建造物では、エレベーターの巻き上げモーターや受電設備など、大型かつ危険を伴う機械・設備が必要となる場合がある。そのような設備は部外者の立ち入ることのない区画に設置する必要から、専用の部屋を設けて設置される場合があり、そのような部屋のことを、機械室、またはマシンルームと呼ぶ。モーターなど動力を用いる機械だけでなく、コンピューター（サーバー）や通信機器などの設備も、機械室（マシンルーム）に設置される。
機械室には、機械を保持するのに必要な許容荷重を満たす頑丈な床、機械の稼動に必要な電源などが用意される。内装は省略されていることが多く、殺風景な部屋となっていることが多い。

## 主な機械室・マシンルーム
- 空調機械室
- 換気機械室
- 送風機室
- 電気室
- エレベーター機械室
- コンピュータールーム（サーバールーム）
- 通信機械室
- MDF室（Main Distribution Frameの略で「主配線盤」）
- ポンプ室
- 排水機械室
- 送信機室

## 別の名称
多くの機械・設備を必要とする大型の建造物では、複数の機械室をもつ場合があり、何の機械を設置した部屋であるかを示すために「空調機械室」「電気室」「エレベーター機械室」などのように、詳細な名称を付けて呼ばれる。ただしその部屋の入口などに詳細な名称を掲示すると、どこにどんな設備が設置されているか部外者でもわかることになるため、テロなどを試みる者に有益な情報を提供することにもなってしまう。そのため公共施設などでは、平常時の部外者の立ち入りを抑止したい非常用通路や、清掃員詰所など、実際には機械の設置されていない区画も含めて、単に「機械室」と表記することが増えている。

## その他の「マシンルーム」
日焼けサロンやスポーツジムでは、客の利用する機械が多く立ち並んだ部屋がある。そのような部屋も「マシンルーム」と呼ばれる。